# 亞力士·柯布
亞歷山大·米勒·柯布（英語：Alexander Miller Cobb，1987年10月7日—），是美國職棒大聯盟的先發投手，目前效力於底特律老虎。身高6呎3吋（1.90米）、體重205磅（93公斤）。他先前曾效力於光芒、金鶯、天使、巨人與守護者等隊。

## 早年
亞力士·柯布生於美國麻薩諸塞州波士頓。他在2006年畢業於佛羅里達州的VBHS高中。並在當年選秀會的第四輪被坦帕灣魔鬼魚挑走。

## 職業生涯
2011年5月1日，柯布首次在大聯盟初登板，之後他又回到小聯盟。但在6月時他又回到大聯盟，並在6月7日面對天使隊時，以6.1局的投球拿下生涯首勝。可是到了7月下旬時，柯布開始感到右手臂有腫脹和麻木等問題，這使得他在8月5日必須動刀消除在胸口的血塊和肋骨的傷勢，因此首涯首個球季提早結束。這年他獲得了3勝2負，3.42防禦率的成績。
2012年是柯布受邀參加春訓。五月時由於陣中的先發投手杰佛里·尼曼（Jeffrey Niemann）受傷，使得柯布獲得替補輪值的機會。他在這年繳出了11勝9負、4.03的防禦率。
2013年5月10日面對教士隊時，柯布在第三局內投出了包含一個不死三振的四次三振，並在4.2局內投出十三次三振，但最後卻因用球數過多而提前退場，最後光芒隊贏球。6月15日面對皇家隊時，柯布被艾瑞克·霍斯摩擊出的強襲球打中右耳，當場倒地不起，這使他被診斷出有輕微的腦震盪並造成右耳外觀受傷。最後他仍在8月15日傷癒復出面對水手隊先發奪勝。這季他的戰績是11勝3負，2.76的防禦率。
2013年的美聯外卡戰是由光芒隊對上印地安人隊。柯布在這場比賽擔綱先發，以6.2局無失分的投球拿下勝投，幫助光芒隊拿到外卡並打進季後賽。
2014年柯布獲得生涯最多出賽的一年，這年在27場的先發裡他繳出了10勝9負，防禦率2.87的佳績，是當年所有光芒隊輪值裡表現最好的。
2015年球季的開幕戰原訂是要由柯布來先發，但他卻因為右前臂肌腱炎而錯失這個機會。卻在5月8日柯布確定要動湯米約翰手術，這年球季也提早結束。
2024年12月 老虎隊與柯布簽下一年合約。

## 技術特點
柯布最引人注目的在於他非常奇特的投球姿勢。在開始進行揮臂式投球時，柯布的左腳會高高的舉起。固定式投球時，柯布採用的是「小抬腿，大跨步」的方式。
一般認為他有四種球路。直球的均速為92英里（約148公里），比賽中最快約94英里（約151公里），可以製造非常好的飛球出局。曲球的均速為81英里（約130公里），這和他的變速球都獲得相當高的評價。柯布的曲球縱向幅度非常大，這常使打者揮空或擊出內野平飛球。變速球的速度為87-88英里（139-141公里），是三振打者最主要的球路。
伸卡球的速度相較於一般的沉球投手是略慢了些(約87英里)，但製造滾地球的能力也非常好。
柯布效力的光芒隊是全壘打火力最密集的美國聯盟東區，然而他生涯單季挨轟的比率卻相當出色。

## 生涯成績
| 年份 | 球隊 | 場次 | 先發 | 勝 | 敗 | 完投 | 完封 | 中繼 | 救援 | 局數    | 四死球 | 三振 | 被安打 | 被全壘打 | 失分 | 自責分 | 防禦率 | WHIP |
| ---- | ---- | ---- | ---- | -- | -- | ---- | ---- | ---- | ---- | ------- | ------ | ---- | ------ | -------- | ---- | ------ | ------ | ---- |
| 2011 | TB   | 9    | 9    | 3  | 2  | 0    | 0    | 0    | 0    | 52+2⁄3  | 21     | 37   | 49     | 3        | 21   | 20     | 3.42   | 1.32 |
| 2012 | TB   | 23   | 23   | 11 | 9  | 2    | 1    | 0    | 0    | 136+1⁄3 | 40     | 106  | 130    | 11       | 67   | 61     | 4.03   | 1.24 |
| 2013 | TB   | 22   | 22   | 11 | 3  | 1    | 0    | 0    | 0    | 136+1⁄3 | 45     | 134  | 120    | 13       | 46   | 44     | 2.76   | 1.15 |
| 2014 | TB   | 27   | 27   | 10 | 9  | 0    | 0    | 0    | 0    | 166+1⁄3 | 47     | 149  | 142    | 11       | 56   | 53     | 2.87   | 1.13 |
| 2016 | TB   | 5    | 5    | 1  | 2  | 0    | 0    | 0    | 0    | 22      | 7      | 16   | 32     | 5        | 22   | 21     | 8.59   | 1.77 |
| 2017 | TB   | 29   | 29   | 12 | 10 | 0    | 0    | 0    | 0    | 179+1⁄3 | 44     | 128  | 175    | 22       | 78   | 73     | 3.66   | 1.22 |
| 合計 | 6年  | 115  | 115  | 48 | 35 | 3    | 1    | 0    | 0    | 700     | 204    | 570  | 648    | 65       | 290  | 172    | 3.50   | 1.22 |

## 個人生活
柯布有個女友Kelly Reynolds，兩人在2014年2月結婚。柯布有個大他四歲的哥哥R.J柯布，是美國陸軍上尉。